# Mikuláš Dzurinda
Mikuláš Dzurinda (Spišský Štvrtok, 4 febbraio 1955) è un politico slovacco.
Per due mandati, tra il 1998 e il 2006, ha ricoperto la carica di Presidente del Governo della Repubblica Slovacca. È stato il fondatore della Coalizione Democratica Slovacca (SDK) e dell'Unione Democratica e Cristiana Slovacca - Partito Democratico; dal 2002 al 2006 il suo partito ha formato una coalizione di governo insieme al Movimento Cristiano-Democratico, all'Alleanza del Nuovo Cittadino e al Partito della Coalizione Ungherese.

## Gioventù
Dzurinda nacque il 4 febbraio 1955 in un villaggio della Slovacchia orientale, Spišský Štvrtok. Si laureò alla Scuola di Trasporti e Comunicazioni a Žilina nel 1979 e nel 1988 vi completò la sua ricerca scientifica post lauream; gli fu conferito il titolo di Candidato delle Scienze (CSc). Lavorò per l'Istituto di Ricerca dei Trasporti (VÚD) a Žilina come analista economico (1979-1988) e fu poi direttore di una sezione di tecnologia dell'informazione all'interno del direttorato regionale delle Ferrovie dello Stato cecoslovacche (ČSD) a Bratislava (1988-1990).
Mikuláš Dzurinda è sposato ed ha due figlie. Parla, oltre alla lingua slovacca, l'inglese e il francese.

## Politica
Dzurinda si affacciò alla politica slovacca come membro fondatore del Movimento Cristiano-Democratico (KDH), partito politico conservatore costituito ufficialmente nel 1990. Le prime elezioni democratice tenutesi nell'ex Cecoslovacchia furono nel 1990, e Dzurinda fu nominato Vice Ministro dei Trasporti e delle Poste nel 1991. Nel 1992 divenne membro del Consiglio nazionale, e lavorò come membro del Comitato per il Budget e le Finanze. Al momento della divisione della Cecoslovacchia e dell'istituzione della Slovacchia indipendente (1993), fu vice Presidente del KDH, responsabile per l'economia. Durante il periodo di Jozef Moravčík come Presidente del Governo (marzo-ottobre 1994), Dzurinda fu Ministro per i Trasporti, le Poste e i Lavori Pubblici. A seguito delle elezioni del 1994, vinte da Vladimír Mečiar, tornò all'opposizione.

## Presidente del Governo
In risposta alla nuova legge elettorale preparata e approvata dal governo di Mečiar nel 1997, cinque partiti di opposizione (KDH, DS, DU, SDSS e SZS) formarono la Coalizione Democratica Slovacca (SDK). Dzurinda ne divenne il portavoce e in seguito, il 4 luglio 1998, il Presidente.
Dzurinda fu nominato premier la prima volta nell'ottobre 1998, alla guida dei cinque partiti che erano stati all'opposizione, e che si erano poi uniti con il nome di Coalizione Democratica Slovacca (SDK) e avevano sconfitto il governo di Vladimír Mečiar alle elezioni.
Sotto la leadership di Dzurinda, la Slovacchia riuscì a riprendere i processi di integrazione e registrò un cambiamento politico nelle relazioni con l'Unione europea e con le strutture economiche e politiche trans-atlantiche. Il successo delle riforme intraprese dal governo fu riflesso dall'ingresso della Slovacchia all'interno dell'OCSE nel settembre 2000, dal completamento dei negoziati per l'accesso nell'UE e dall'ingresso dei grandi investitori nel mercato slovacco. La U.S. Steel, ad esempio, investì più di un miliardo di dollari nel decennio successivo.
Nel gennaio 2000 Dzurinda fondò un nuovo partito politico, l'Unione Democratica e Cristiana Slovacca - Partito Democratico (SDKU-DS), che da allora presiede. In un'elezione interna al partito nel marzo 2002, i membri del SDKU confermarono la sua posizione di leader e dopo le elezioni del settembre 2002, Dzurinda fu di nuovo a capo del governo. Il Partito della Coalizione Ungherese (SMK), l'Unione Democratica Cristiana (KDH) e l'Alleanza del Nuovo Cittadino (ANO) si sono poi uniti al SDKU, all'interno della coalizione di governo. Il Forum Libero si è separato da SDKU all'inizio del 2004.

## Presidente del Governo dal 2002 al 2006
Il corso riformista delle politiche di Dzurinda fu confermato dal mandato che ottenne dagli elettori alle elezioni parlamentari del 2002, a seguito delle quali formò il suo secondo governo. Il 2002 fu anche l'anno in cui il Summit di Praga della NATO, a novembre, decise riguardo all'invito per la Slovacchia ad entrare nella NATO; la nazione completò inoltre le trattative per l'ingresso nell'Unione europea al Summit di Copenaghen nel mese di dicembre, lanciando in tal modo il processo di ratifica.
Durante questo periodo, il deficit di bilancio fu ridotto a meno del 3% del PIL, cosa che spalancò le porte alla Slovacchia per quanto riguarda l'accesso all'UE, avvenuto il 1º maggio 2004. La crescita economica, maggiore del 6%, divenne il miglior risultato dell'Europa orientale. La crescita fu sostenuta da importanti investitori stranieri, come le società automobilistiche Peugeot, Citroën e Kia.